# 布羅克維爾
布羅克維爾（英語：Brockville）是一座位于加拿大安大略省東南部聖羅倫斯河畔的城市，也是該省列斯和格倫維爾聯合縣的縣治，但行政上獨立於該縣。布羅克維爾坐落魁北克市-温莎走廊之上，離渥太華西南偏南約110（68英里），蒙特婁西南約210（130英里），多倫多東北約340（210英里）。據2011年加拿大人口普查所示，布羅克維爾市内人口為21870人，都會區人口則達39024人。

## 歷史
美國獨立戰爭後，退役英兵威廉·布爾（William Buell）在此處獲贈地皮。他於1785年抵達此處，將地皮劃分並出售予剛抵步的新移民，而此聚落亦取名為布爾灣（Buell's Bay）。上加拿大政府於1808年將此處定為約翰斯敦區（District of Johnstown）的行政中心，而此處的官方名稱則約於1811年改為伊利莎伯鎮（Elizabethtown），再於1812年以英國陸軍將領布羅克之名改稱布羅克維爾；布羅克於同年10月在1812年戰爭中的昆士頓高地戰役陣亡。
布羅克維爾於1832年1月28日建制為警政村落（police village），成為現安大略省境内首個設立地方建制的政區。布羅克維爾於1849年改設鎮，再於1962年改制為市。

## 交通

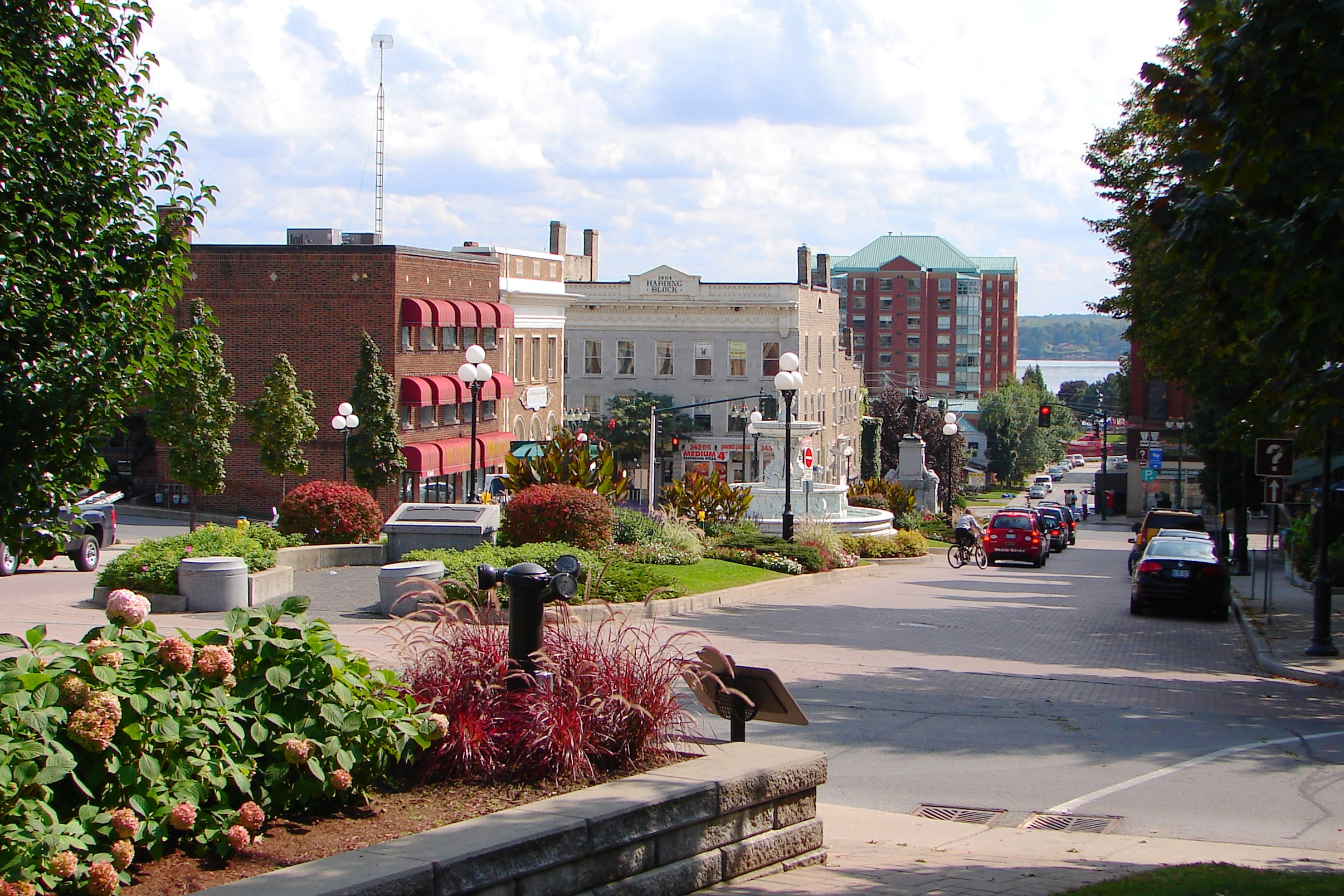

安大略401號省道橫越布羅克維爾市，向西通往京士頓、多倫多、倫敦和溫莎，向東則經康和通往魁北克省邊界，並在此駁上魁北克20號高速公路通往蒙特婁。
加拿大國家鐵路公司的鐵路軌穿越布羅克維爾市，而由維亞鐵路營運的城際客車服務則透過該鐵路線服務布羅克維爾市，每天有數班列車經布羅克維爾市來往多倫多和蒙特婁。布羅克維爾市內的公共交通服務由市營的布羅克維爾交通局營運。

## 教育
圣劳伦斯学院在布羅克維爾設有衛星校園。